# Kjósarnúpur
Kjósarnúpur är en bergstopp i republiken Island. Den ligger i regionen Västfjordarna, 240 km norr om huvudstaden Reykjavík. Toppen på Kjósarnúpur är 339 meter över havet.
Trakten runt Kjósarnúpur är nära nog obefolkad, med mindre än två invånare per kvadratkilometer. Det finns inga samhällen i närheten. Trakten runt Kjósarnúpur är permanent täckt av is och snö.